# 遍黑體
遍黑體（英語：Plangothic）是于航（别名“Fitzgerald Porthmouth Koenigsegg”、“Fitzgerald K.”、“蔽芪茢·茇䓮·蓲䒤菥”、“蔽芪茢”）和Hulenkius所領導開發的開源字型。遍黑體使用SIL开源字体授权，屬於無襯線黑體。遍黑體於2022年6月5日首次發布，支援繁體中文、簡體中文、日文、韓文以及其他文字。遍黑體以思源黑體爲母板，以中国大陆漢字字形爲標準，填補思源黑體在中日韓統一表意文字擴展區的空白。遍黑體主體分爲兩部分，分別以“Plangothic P1”和“Plangothic P2”釋出。其中“Plangothic P1”有Fallback和Allideo兩個版本，後者會選用花園明朝填充尚未繪製的字形。項目目前仍在GitHub更新。

## 項目初衷
遍黑體的最終目標以覆蓋Unicode中日韓統一表意文字爲目標，並且要求字體的字形標準必須以中國大陸字形標準爲依照。其中，對於非由中國大陸源提交至Unicode的，碼表未規定中國大陸字形的，或中國大陸沒有標準規範的漢字字形的漢字，遍黑體要求必須按照已知的中國大陸字形類推假想出符合“規範”的字形，即“假想G源”。

## 收字
遍黑體的收字範圍較爲模糊，但主要任務是填補中日韓統一表意文字。遍黑體還可能涉及其他文字類型，但是不苛求完美顯示。例如，後續收錄的阿拉伯字母擴展字符可能不支持阿拉伯字母特性。

### Part 1
- C0, C1控制字符
- 注音符号擴充
- 中日韩統一表意文字、扩展A区有字形改动的汉字
- 中日韩統一表意文字補充、扩展A区補充
- 假名补充、假名扩展-A、假名扩展-B、小型假名扩展
- 中日韩統一表意文字扩展B区、扩展C区、扩展D区、扩展E区、扩展F区
- 部分中日韩兼容表意文字和中日韩兼容表意文字补充区的汉字
- 其他各处搜寻到的目前尚未收录进Unicode的汉字

### Part 2
- C0, C1控制字符
- ASCII字符
- 大量的大部分终端所不能支持的基本多文種平面和第一輔助平面字符（包括东亚、南亚、西亚的文字，以及一些其他符号等）
- 中日韩統一表意文字扩展G区、扩展H区、扩展I区
- 其他各处搜寻到的目前尚未收录进Unicode的汉字

## 項目進程

### 2023年6月13日
除扩展B区以外（A、C、D、E、F、G、H、I）均已全部支持，擴展C、D、E、F、I区尚未进行精修，其他非汉字区块散有字形。

### 2024年10月9日至今
改稱“本字体主要支援扩展B区至扩展J区的全部汉字，其他区块有零星的字符”，但仍然稱“该字体目前处于未完成阶段，仍然缺少大量汉字”。

## 使用
- 中國大陸一免費商用字體網站貓啃網收錄了遍黑體[8]。
- 在2023年4月26日，强制性国家标准GB 18030-2022《信息技术 中文编码字符集》标准宣贯会暨中文信息处理标准化论坛在京召开[9]。会上启动了技术文件《信息技术 生僻字处理指南（征求意见稿）》的征求意见。該意見中“实用工具及资源”章節下，屬於“軟件產品”分區的“超大字符集字庫”列表中，列出了“遍黑體”一項[10]。
- 表意文字工作组 (IRGWS) 在WS2021（Working Set 2021）中，推荐使用遍黑體顯示中日韓統一表意文字擴展區G和中日韓統一表意文字擴展區H[11]。

## 姊妹项目
遍黑体及其姊妹项目均被认定为“遍宇宙家族”（英語：Planiverse）的成员。该家族创设于2023年12月，创设者为于航。该家族成员如下所列。

### 遍蕤体
遍蕤体（英語：Planwritzen）是基于创始人于航本人的手写体。字形以遍黑体项目中的字形为标准。字符收录范围预计与遍黑体一致。
- 状态：项目本体已经成立，但项目主页仍未创建。

### 遍玨体
遍玨体（英語：Planserif）是基于汇文明朝体的扩充字体。字体对中日韩统一表意文字扩展内容进行扩充。字符收录范围预计与遍黑体一致。
- 状态：项目本体和项目主页已成立，但未完成。

### 遍篆体
遍篆体（英語：Planseal）是基于《说文解字》的小篆字形，以中日韩统一表意文字及其扩展为其内容的字体。
- 状态：项目本体未成立，项目主页未创建，项目名称暂定。

### 遍象体
遍象体（英語：Planicon）是基于字统网中部分汉字图标的字形扩充字体。其字符收录范围暂定为中日韩统一表意文字和中日韓統一表意文字擴展區A，其他汉字区块散有字形。
- 状态：项目本体已成立，项目主页未创建，项目名称暂定。

#### 注意
- 此字体严格意义上不应被收入“遍宇宙家族”，但处于便利，此字体仍被视为此家族的一员。
- 此字体可能涉及版权问题，因此该项目去留未定。

### 遍擎体
遍擎体（英語：Plantsing）是基于武英殿本《康熙字典》的，以中日韩统一表意文字及其扩展为其内容的字体。字符收录范围预计与遍黑体一致。
- 状态：项目本体未成立，项目主页未创建。

#### 注意
- 此字体可能涉及版权问题，因此该项目去留未定。

### 遍训体
遍训体（英語：Planhangul）是基于思源黑体，以汉字形式对谚文进行自行设计的字体。字符收录范围暂定为基本谚文和扩展谚文。
- 状态：项目本体未成立，项目主页未创建，项目名称暂定。

### 遍缮体
遍缮体（英語：Plantsing）是基于Fixedsys Excelsior的，以最新版本Unicode收字为其内容的字体。
- 状态：项目本体未成立，项目主页未创建，项目名称暂定。

#### 注意
- 此字体可能涉及版权问题，因此该项目去留未定。

## 外部連結
- GitHub页面：Source Han Sans （页面存档备份，存于）、Source Han Code JP （页面存档备份，存于）